# Jacques Louart
Jacques Louart est un syndicaliste et homme politique français né le 14 décembre 1874 à Angres (Pas-de-Calais) et décédé le 9 mars 1952 à Menton (Alpes-Maritimes).

## Biographie
Fils d'ouvrier, il est mineur dès 1887, plusieurs fois congédié pour faits de grève. En 1889, en effet, il adhère au syndicat des mineurs ainsi qu'au Parti ouvrier français de Jules Guesde et devient un militant très actif. Condamné pour des propos tenus en réunion publique, "blacklisté" par le patronat local, il est conduit à s'exiler aux États-Unis en 1904.
Il se confond sans doute avec Jacques Louard (avec un "d"), militant socialiste installé à Weir City (Kansas), proche d'Ovide Goudemetz et secrétaire de la section socialiste de Chicopee-Fleming en 1907. Il ne revient en France qu'en 1908, et travaille à Courrières. Administrateur du syndicat des mineurs en 1910, il est élu conseiller municipal de Sallaumines en 1912.
Pendant la première guerre mondiale, après quelques mois sous l'uniforme, il est affecté sous statut militaire aux mines de Noeux. Malgré l'interdiction, il participe à la constitution d'un syndicat, plus ou moins clandestin, qui devient opérationnel à partir de 1916.
Après la guerre, son action syndicale est tout entière consacrée à la constitution de caisses de retraites des mineurs, ce qui lui vaut une grande popularité chez ses collègues. Opposé à la scission syndicale qui voit en 1921 la naissance de la CGTU, il ne peut l'empêcher. Il devient alors secrétaire général du syndicat des mineurs CGT du Pas-de-Calais.
Premier adjoint au maire de Sallaumines en 1919, fidèle à la SFIO après le congrès de Tours, conseiller d'arrondissement en 1920, puis maire de Sallaumines en 1925, il est élu député socialiste en 1928 malgré la présence d'un socialiste dissident, Eugène Chopin. Réélu de justesse en 1932, il voit sa carrière politique compromise après sa défaite aux municipales de 1935.
L'année suivante, la SFIO lui préfère Paul Sion comme candidat du Front populaire aux législatives. Jacques Louart démissionne alors de ses mandats syndicaux et quitte la vie politique. A 62 ans, il décide de prendre sa retraite dans le sud de la France.

## Sources
- Ressources relatives à la vie publique :   - Maitron
  - Base Sycomore
- « Jacques Louart », dans le Dictionnaire des parlementaires français (1889-1940), sous la direction de Jean Jolly, PUF, 1960 [détail de l’édition]
- Dictionnaire biographique du mouvement social francophone aux États-Unis, notice de Michel Cordillot